# Гаваян-Оушен-В'ю (Гаваї)
Гаваян-Оушен-В'ю (англ. Hawaiian Ocean View) — переписна місцевість (CDP) в США, в окрузі Гаваї штату Гаваї. Населення — 4864 особи (2020).

## Географія
Гаваян-Оушен-В'ю розташований за координатами 19°5′48″ пн. ш. 155°46′29″ зх. д. / 19.09667° пн. ш. 155.77472° зх. д. (19.096786, -155.774651).  За даними Бюро перепису населення США в 2010 році переписна місцевість мала площу 95,29 км², уся площа — суходіл.

## Демографія
Згідно з переписом 2010 року, у переписній місцевості мешкало 4437 осіб у 1759 домогосподарствах у складі 989 родин. Густота населення становила 47 осіб/км².  Було 2447 помешкань (26/км²).
Расовий склад населення:
| - 48,7 % — білих - 20,0 % — вихідців з тихоокеанських островів - 5,5 % — азіатів - 0,9 % — корінних американців - 0,6 % — чорних або афроамериканців - 2,2 % — осіб інших рас |

До двох чи більше рас належало 22,0 %. Частка іспаномовних становила 10,6 % від усіх жителів.
За віковим діапазоном населення розподілялося таким чином: 24,7 % — особи молодші 18 років, 63,2 % — особи у віці 18—64 років, 12,1 % — особи у віці 65 років та старші. Медіана віку мешканця становила 44,3 року. На 100 осіб жіночої статі у переписній місцевості припадало 108,9 чоловіків;  на 100 жінок у віці від 18 років та старших — 113,0 чоловіків також старших 18 років.
Середній дохід на одне домашнє господарство  становив 37 193 долари США (медіана — 34 128), а середній дохід на одну сім'ю — 38 434 долари (медіана — 44 135). Медіана доходів становила 53 724 долари для чоловіків та 37 738 доларів для жінок. За межею бідності перебувало 47,5 % осіб, у тому числі 80,4 % дітей у віці до 18 років та 15,8 % осіб у віці 65 років та старших.
Цивільне працевлаштоване населення становило 1280 осіб. Основні галузі зайнятості: освіта, охорона здоров'я та соціальна допомога — 24,7 %, мистецтво, розваги та відпочинок — 20,1 %, транспорт — 10,0 %, роздрібна торгівля — 9,9 %.